# Közösség által támogatott mezőgazdaság
A közösség által támogatott mezőgazdaság (community-supported agriculture, CSA) az alternatív termelési és alternatív élelmiszer hálózatok egy formája, a mezőgazdasági termelés és a termények elosztásának egy szocio-ekonomikus modellje. A CSA kistermelők és fogyasztók közösségére alapul, amely együtt vállalja a termelés kockázatát, illetve együtt osztozik a nyereségen.

## A CSA rendszere
A CSA-k általában kis méretű, független, sok kézi munkát igénylő családi farmok. A fogyasztói közösség évente előre fizetett tagsági díjjal garantálja a felvevőpiacot és finanszírozza a gazdaság működtetését. A gazdaságot működtető kistermelők így egyrészt a minőségre tudnak koncentrálni, másrészt versenyképesek tudnak maradni egy olyan élelmiszerpiacon, amely alapvetően a nagyméretű, iparosított rendszert támogatja a helyi gazdaságokkal szemben.
A CSA tagok a farmon megtermett terményeket veszik meg (általában előre kifizetik a láda árát és átadáskor derül ki, hogy mit kapnak a pénzükért), és bizonyos mértékig osztoznak a termelés kockázatában. Például ha a földieper termés nem volt sikeres egy adott idényben, a tagok annyiban osztoznak a kárban, hogy kevesebb, rosszabb minőségű földiepret kapnak.
A tagok rendszerint heti házhoz szállítással vagy átvevőhelyen való felvétellel jutnak hozzá gyümölcshöz, zöldséghez, esetleg tejtermékhez, húsáruhoz.

## Környezetvédelmi vonatkozások
A CSA környezetbarát, hiszen szezonális, minimális szállítási igénnyel és ezzel sokkal kevesebb szén-dioxid-kibocsátással jár. Ezenkívül a legtöbb CSA termelő nem használ gyomirtót, műtrágyát, így a termelés a lehető legtermészetesebb úton történik, minimális káros anyagot juttatva a környezetbe.

## CSA közösségek
Az egyik legnagyobb CSA közösség a több mint 13 ezer taggal rendelkező kaliforniai Farm Fresh To You.

## CSA közösségek Magyarországon
- Biokert Szigetmonostor[4]
- Birs közösség[5]
- Bio pipacs[6]
- Cékla Klub Komárom[7]
- Dunaszigeti zöldségközösség
- Eleven föld szociális szövetkezet[8]
- Évkerék ökotanya[9]
- Három kaptár[10]
- Kertvárosi Kamra[11]
- Magosvölgy ökológiai gazdaság[12]
- Táncoskert[13]
- Tápiódoboz[14]

## A CSA a médiában
A The Real Dirt on Farmer John című dokumentumfilm arról szól, hogyan alakul át egy családi farm CSA modellű farmmá.
A Demokrata.hu cikke a közösségi gazdaságokról (Háromkaptár, Táncoskert), és a Youtyúkról.